# هنری مک نیل ترنر
هنری مک‌نیل ترنر (۱ فوریه ۱۸۳۴ – ۸ مه ۱۹۱۵) وزیر، سیاستمدار آمریکایی و دوازدهمین اسقف منتخب و تقدیس‌شده کلیسای اسقفی متدیست آفریقا (AME) بود. پس از جنگ داخلی آمریکا، او برای ایجاد جماعت کلیسای اسقفی متدیست آفریقا جدید در میان آمریکایی‌های آفریقایی‌تبار در گرجستان کار کرد. ترنر که آزاد در کارولینای جنوبی به دنیا آمد، خواندن و نوشتن را آموخت و به یک واعظ متدیست تبدیل شد. او در سال ۱۸۵۸ به کلیسای اسقفی متدیست آفریقا در سنت لوئیس، میسوری پیوست و در آنجا وزیر شد. کلیسای اسقفی متدیست آفریقا که توسط سیاهان آزاد در فیلادلفیا، پنسیلوانیا در اوایل قرن نوزدهم تأسیس شد، اولین فرقه مستقل سیاهپوستان در ایالات متحده بود. بعدها ترنر در بالتیمور، مریلند، و واشینگتن دی سی کشیشی داشت.
در سال ۱۸۶۳ در طول جنگ داخلی آمریکا، ترنر توسط ارتش ایالات متحده به عنوان اولین کشیش آفریقایی-آمریکایی در نیروهای رنگی ایالات متحده منصوب شد. پس از جنگ به دفتر آزادگان در گرجستان منصوب شد. او در ماکون ساکن شد و در سال ۱۸۶۸ در دوران بازسازی به عضویت مجلس قانونگذاری ایالتی انتخاب شد. او که یک مبلغ کلیسای اسقفی متدیست آفریقا بود، پس از جنگ کلیساهای بسیاری را در گرجستان کاشت. در سال ۱۸۸۰ او به عنوان اولین اسقف جنوبی کلیسای اسقفی متدیست آفریقا انتخاب شد، پس از یک نبرد شدید در داخل فرقه به دلیل ریشه‌های شمالی آن.
ترنر که از قدرت گرفتن مجدد دموکرات‌ها و وضع قوانین جیم کرو در اواخر قرن نوزدهم جنوبی خشمگین شده بود، شروع به حمایت از ملی‌گرایی سیاه‌پوست و مهاجرت سیاه پوستان به قاره آفریقا کرد. این جنبش قبل از جنگ داخلی تحت انجمن استعمار آمریکا آغاز شده بود. ترنر شخصیت اصلی در اواخر قرن نوزدهم بود که از چنین مهاجرتی به لیبریا حمایت کرد. بیشتر رهبران آفریقایی-آمریکایی آن زمان برای حقوق در ایالات متحده فشار می‌آوردند.

## نوشته‌های برگزیده
- "آفریقایی به عنوان یک تاجر و مکانیک / قبل از کنگره آفریقا در نمایشگاه جهانی در شیکاگو، ۱۵ اوت ۱۸۹۳." ایالات متحده:، ۱۸۹۳ در هاتی تراست
- «وضعیت مدنی و سیاسی ایالت جورجیا و روابط او با دولت عمومی، در یک سخنرانی در مجلس نمایندگان بررسی و مورد بحث قرار گرفت. . " آتلانتا، مؤسسه چاپ عصر جدید، ۱۸۷۰. در هاتی تراست
- "متمم پانزدهم؛ سخنرانی در مورد منافع حاصل از تصویب متمم پانزدهم و الحاق آن به قانون اساسی ایالات متحده، در جشنی که در ۱۹ آوریل ۱۸۹۰ در مکون، گا. برگزار شد." در هاتی تراست
- «نبوغ و نظریه سیاست متدیستی؛ یا ماشین روش‌گرایی که عملاً از طریق مجموعه‌ای از پرسش‌ها و پاسخ‌ها نشان داده شده‌است». فیلادلفیا: بخش انتشارات، کلیسای اسقفی متدیست آفریقا، ۱۸۸۵ در هاتی تراست
- مقدمه ای بر مردان مارک: برجسته، پیشرو و در حال ظهور، اثر سیمونز، کلیولند، اوهایو، جنرال موتورز ریول و شرکت، ۱۸۸۷.
- "فقط برای چشم اسقف‌ها." آتلانتا: ۱۹۰۷. در هاتی تراست
- احترام سیاه؛ نوشته‌ها و سخنرانی‌های هنری مک نیل ترنر. . نیویورک، آرنو پرس، ۱۹۷۱.
- "سخنرانی در مورد وظایف کنونی و سرنوشت آینده نژاد سیاه پوستان، ایراد شده در ۲ سپتامبر ۱۸۷۲." در هاتی تراست

چهار مورد زیر به‌صورت آنلاین از طریق دانشگاه کارولینای شمالی در وب‌سایت مستندسازی آمریکای جنوبی در دسترس هستند.
- تصمیم وحشیانه دادگاه عالی ایالات متحده که قانون حقوق شهروندی را مغایر قانون اساسی اعلام کرده و نژاد رنگارنگ تمام حمایت‌های مدنی را خنثی می‌کند. ظالمانه‌ترین و غیرانسانی‌ترین حکم علیه مردم وفادار در تاریخ جهان. همچنین سخنرانی‌های قدرتمند محترم. فردریک داگلاس و سرهنگ رابرت جی. اینگرسول، حقوقدان و سخنور مشهور
- "حقوق شهروندی. خشم دیوان عالی ایالات متحده بر مرد سیاه‌پوست، در پاسخ به صدای نیویورک، مقاله بزرگ اعتدال ایالات متحده، بررسی شده‌است.
- نبوغ و نظریه سیاست متدیستی یا ماشین روشگرایی. به‌طور عملی از طریق مجموعه ای از پرسش‌ها و پاسخ‌ها نشان داده شده‌است

## میراث و افتخارات
- کلیسای ترنر در اوکویل، انتاریو در سال ۱۸۹۰ توسط مردان و زنانی که برده‌های فراری از ایالات متحده بودند ساخته شد و به افتخار او نامگذاری شد.
- پرتره ای از ترنر در پایتخت ایالت جورجیا آویزان شده‌است.[۲]
- مدرسه علمیه ترنر، یک حوزه علمیه تشکیل دهنده مرکز الهیات بین فرقه ای در آتلانتا، جورجیا، به افتخار او نامگذاری شد.
- در سال ۲۰۰۰، کنگره ایالات متحده یک اداره پست ماکون، جورجیا را به افتخار او تعیین کرد.[۳]
- در سال ۲۰۰۲، محقق مؤلفی کیته آسانته، هنری مک‌نیل ترنر را در فهرست ۱۰۰ بزرگ‌ترین آفریقایی آمریکایی فهرست کرد.[۴]
- دبیرستان هنری مک نیل ترنر، آتلانتا، جورجیا